# Chrysobothris quadrilineata
Chrysobothris quadrilineata es una especie de escarabajo del género Chrysobothris, familia Buprestidae. Fue descrita científicamente por LeConte en 1860.
Se encuentra en California, Texas, Dakota del Sur y Oregón.